# 床戏
床戏是影视行业电影、电视剧中性爱情节的称呼，影视行业称之为“上床（性行為）的戏份”。

## 历史
床戏发源于美国，1950年代，伴随着美国女性权利和女性觉醒，女权运动高涨，渗透到社会文化各个层面。
1980年代，美国电影中对床戏的戏份已经司空见惯，而床戏也伴随美国文化向全世界传播。

## 法律
床戏是电影情节需要而诞生的产物，床戏尺度根据每个国家自己法律法规的严宽而定，或唯美、或浪漫、或激情、或含蓄、或劲爆，已经发展成为一门电影艺术。

## 外部連結
- （2015年3月4日）